# Nike Doggart
Nike Doggart es una conservacionista, activista medioambiental y escritora británica.

## Trayectoria
Doggart tiene una Maestría en Artes (MA) y una Maestría universitaria en ciencias (MSc), y se educó en el college Christ Church de Oxford y en la University College de Londres. Comenzó su carrera como conservacionista marina en Belice. Su trabajo de investigación en los bosques de Tanzania ha dado lugar al descubrimiento de varias especies nuevas, incluida una rana del Arco Montañoso Oriental que lleva su nombre, Arthroleptis nikeae.
Es asesora de The Tanzania Forest Conservation Group (TFCG), un grupo que tiene como principal objetivo la conservación de los Bosques de Tanzania. Ha presionado con éxito al gobierno de Tanzania para que conserve los recursos hídricos y forestales y promueva formas de desarrollo económico ambientalmente sostenibles. Uno de los programas más innovadores y exitosos que ha promovido es la introducción del cultivo sostenible de mariposas para las mujeres que viven junto a la Reserva Natural de Amani.
Doggart fue presentadora y asesora en Villages on the Front Line de la BBC, transmitido en 2006. Además, es la directora de la publicación de The Arc Journal.